# La Caldera (Salta)
La Caldera is een plaats in het Argentijnse bestuurlijke gebied La Caldera in de provincie Salta. De plaats telt 2.261 inwoners.